# Нуклеофосмін
Нуклеофосмін (англ. Nucleophosmin) – білок, який кодується геном NPM1, розташованим у людей на короткому плечі 5-ї хромосоми.  Довжина поліпептидного ланцюга білка становить 294 амінокислот, а молекулярна маса — 32 575.
| 10         |  | 20         |  | 30         |  | 40         |  | 50         |
| ---------- |  | ---------- |  | ---------- |  | ---------- |  | ---------- |
| MEDSMDMDMS |  | PLRPQNYLFG |  | CELKADKDYH |  | FKVDNDENEH |  | QLSLRTVSLG |
| AGAKDELHIV |  | EAEAMNYEGS |  | PIKVTLATLK |  | MSVQPTVSLG |  | GFEITPPVVL |
| RLKCGSGPVH |  | ISGQHLVAVE |  | EDAESEDEEE |  | EDVKLLSISG |  | KRSAPGGGSK |
| VPQKKVKLAA |  | DEDDDDDDEE |  | DDDEDDDDDD |  | FDDEEAEEKA |  | PVKKSIRDTP |
| AKNAQKSNQN |  | GKDSKPSSTP |  | RSKGQESFKK |  | QEKTPKTPKG |  | PSSVEDIKAK |
| MQASIEKGGS |  | LPKVEAKFIN |  | YVKNCFRMTD |  | QEAIQDLWQW |  | RKSL       |

A: Аланін

C: Цистеїн

D: Аспарагінова кислота

E: Глутамінова кислота

F: Фенілаланін

G: Гліцин

H: Гістидин

I: Ізолейцин

K: Лізин

L: Лейцин

M: Метіонін

N: Аспарагін

P: Пролін

Q: Глутамін

R: Аргінін

S: Серин

T: Треонін

V: Валін

W: Триптофан

Цей білок за функцією належить до шаперонів. 
Задіяний у такому біологічному процесі як взаємодія хазяїн-вірус. 
Білок має сайт для зв'язування з РНК. 
Локалізований у цитоплазмі, цитоскелеті, ядрі.